# Academia Naval de Mürwik
La Academia Naval de Mürwik (también: Escuela Naval de Mürwik; en alemán: Marineschule Mürwik) en Flensburgo-Mürwik es una Academia de la Armada de Alemania, una institución para el entrenamiento de oficiales. El Castillo, edificio donde se aloja la escuela, fue construido en el año 1910, sirviendo de modelo el Castillo de Mariemburgo de Malbork. En mayo de 1945, la escuela estaba en el borde del Gobierno de Flensburgo del almirante Karl Dönitz. 

## Información de fondo
En la Academia Naval de Mürwik se imparte una formación que emplea los métodos actuales y la tecnología moderna. El Gorch Fock es el buque escuela de la escuela. La Academia cuenta con un museo y un planetario. El aula de la escuela, con los escudos de los estados y las ciudades del Imperio alemán, también sirve para espectáculos públicos.

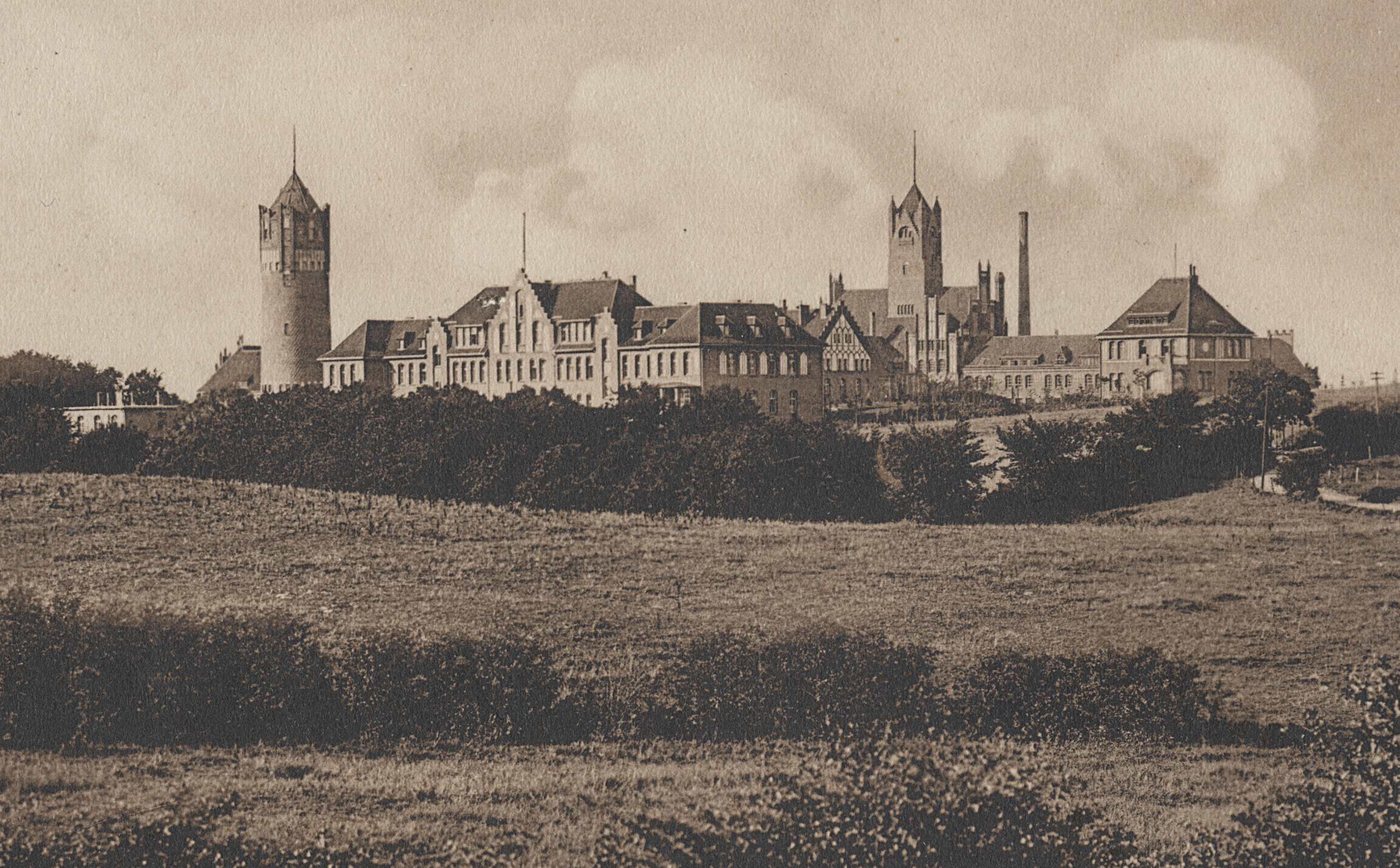
La Academia Naval de Mürwik (1910)
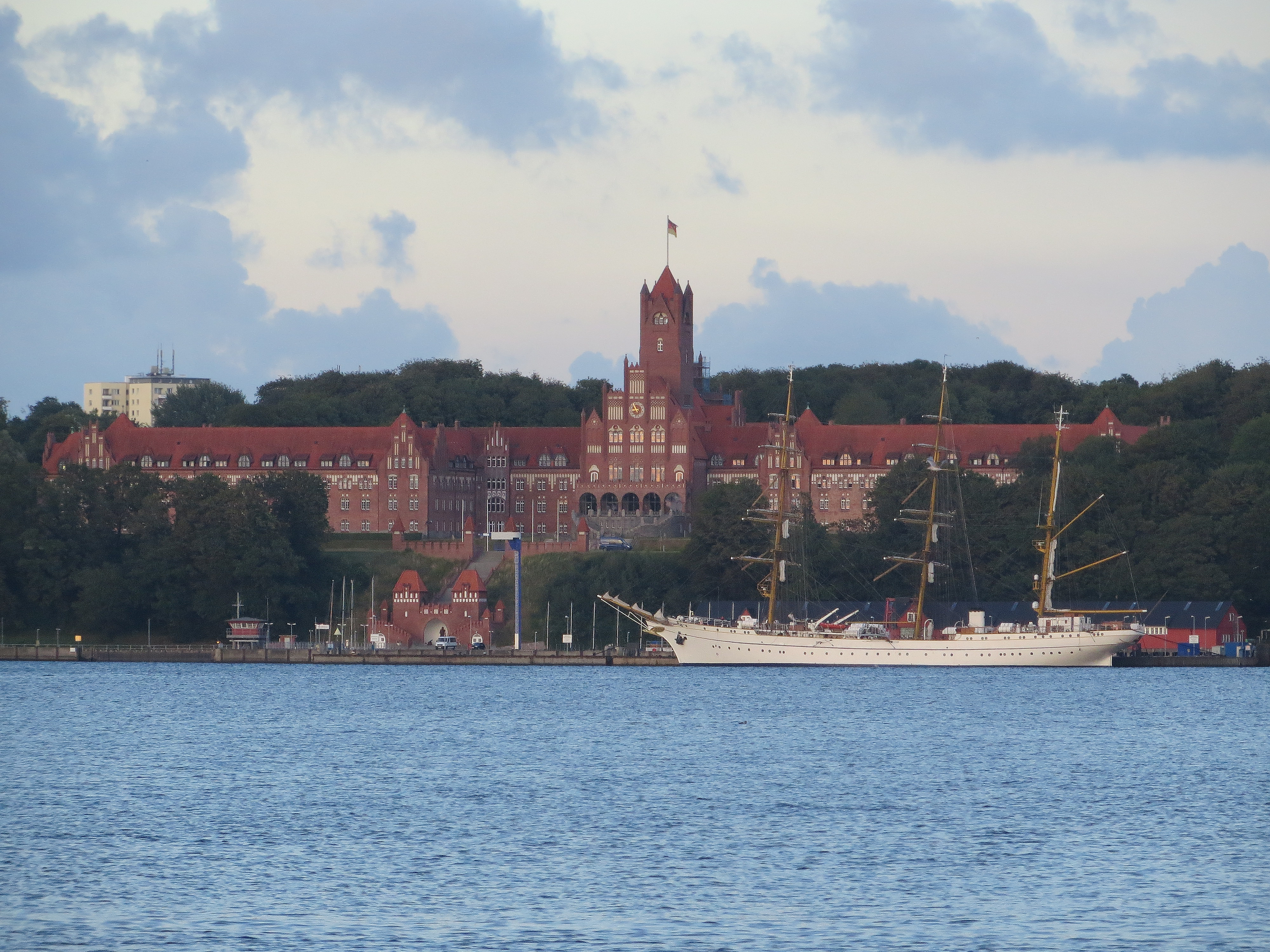
El Gorch Fock en frente de la Academia. (2013)
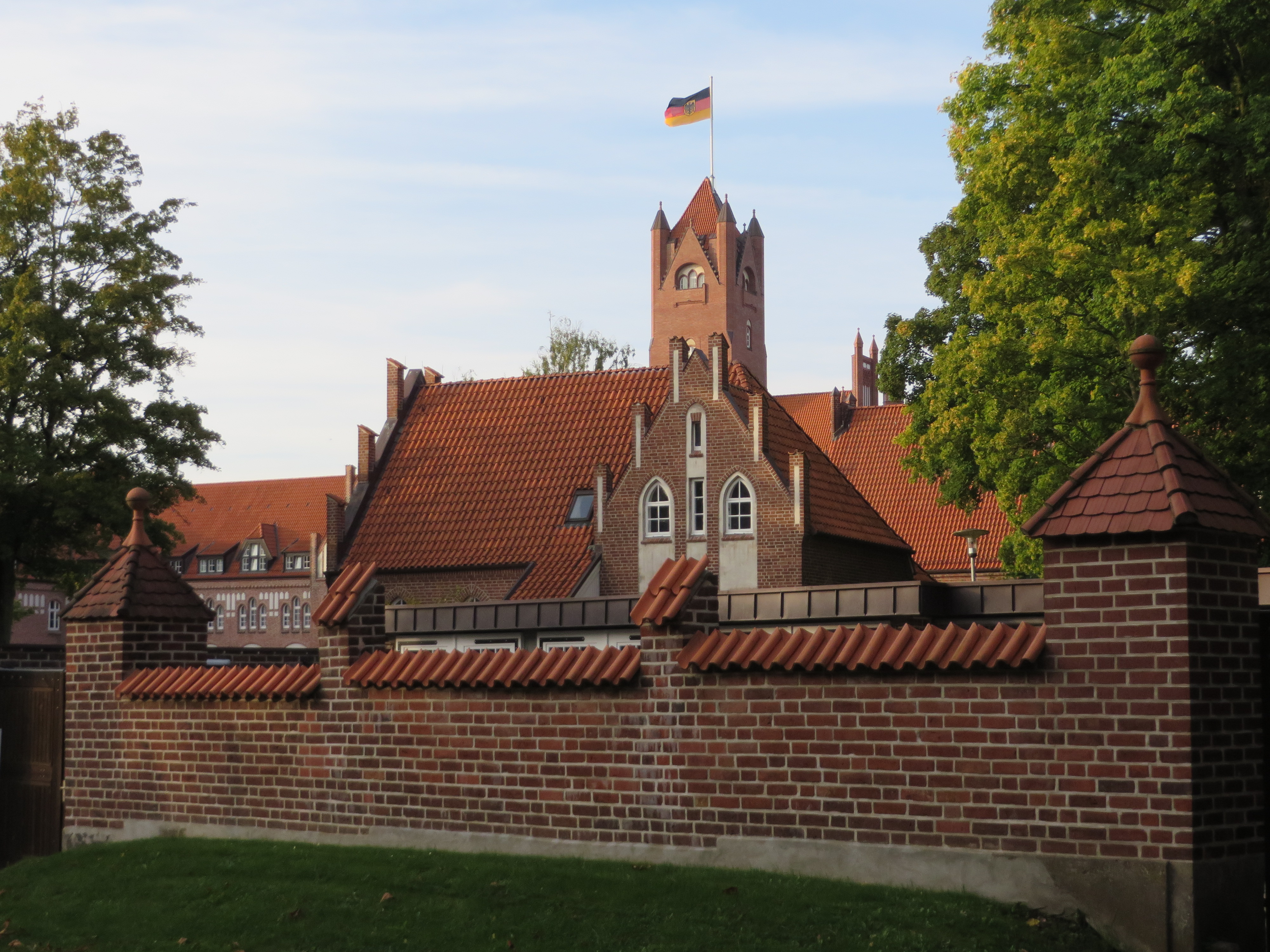
Vista desde la Kelmstraße, una carretera (2014)
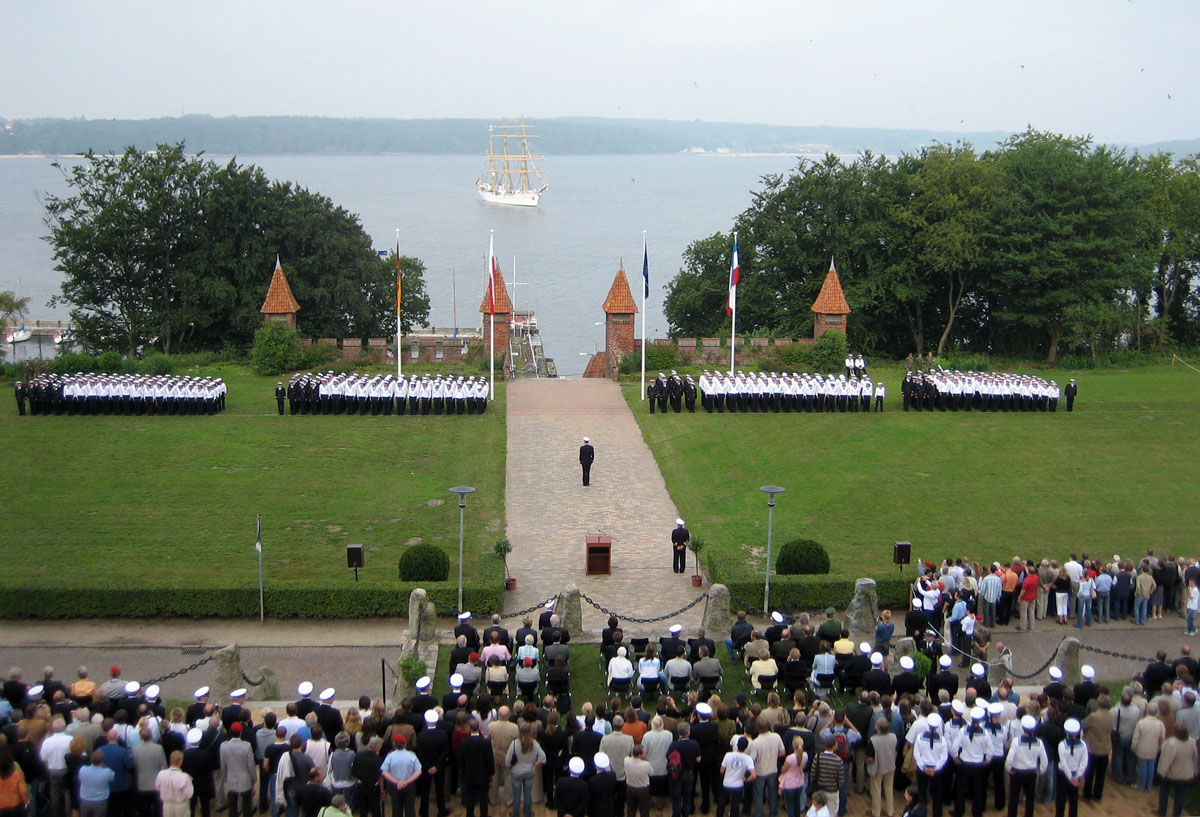
Acto de la jura (2006)